# Beenzino (rapper)
Lim Sung-bin (tiếng Hàn: 임성빈) hay anh còn được biết đến với nghệ danh Beenzino (tiếng Hàn: 빈지노) là một rapper Hàn Quốc.

## Tiểu sử và Sự nghiệp

### Tiểu sử
Beenzino sinh ngày 12 tháng 9 năm 1987 tại Hàn Quốc và anh chuyển đến sống ở Christchurch, New Zealand từ khi còn rất nhỏ. Anh đã trở lại Hàn trước khi học trung học. Anh đã đăng ký học đại học tại Đại học Quốc Gia Seoul để nghiên cứu điêu khắc và tốt nghiệp vào năm 2014.
Nghệ danh của anh bắt nguồn từ tên rapper Benzino ở Mỹ, anh đã thay từ ben thành "빈" (phát âm là "been") từ tên khai sinh của anh. Anh bắt đầu được nhiều người biết đến thông qua cách đăng các bản thu âm của mình lên trang web DC Tribe, qua đó anh được tuyển chọn lần đầu bởi rapper Simon Dominic . Anh tiếp tục tham gia trình diễn trong các album của các nghệ sĩ nổi tiếng như Dok2, Epik High , Supreme Team và Verbal Jint. Đồng thời anh cũng phát hành album với bộ đôi rapper Jazzyfact và Hotclip.

### Sự nghiệp
Beenzino ra mắt lần đầu với tư cách là MC solo trong album hợp tác P'Skool's Daily Apartment của nhà sản xuất hip hop Primary, phát hành vào ngày 28 tháng 7 năm 2009. Vào tháng 10, anh xuất hiện trong album Primary and the Messengers năm 2011 của Primary. Beenzino lần đầu tiên xuất hiện chính thức trước công chúng tại Dok2's Hustle Real Hard Concert vào ngày 5 tháng 6 năm 2011.
Năm 2012, anh ký hợp đồng với Illionaire Records. Beenzino phát hành album solo đầu tiên của mình, 24:26 và biểu diễn với Illionaire Records trong chuyến lưu diễn toàn quốc Hàn Quốc vào mùa hè năm đó. Vào tháng 11, anh hợp tác với rapper The Quiett và Dok2 trong đĩa đơn Illionaire Gang, được phát hành trong concert 1LLIONAIRE DAY ngày 11 tháng 11.
Vào năm 2013, anh phát hành trước đĩa đơn "Dali, Van, Picasso" từ album Up All Night với gần 600.000 lần tải mà không có video âm nhạc, và đưa anh đến với thành công lớn. Anh tiếp tục biểu diễn tại MU:Con 2013 và tham gia feat trong các album của K.Will (The Third Album Part 2: Love Blossom ) và Lee Hyori ( Monochrome ).
Vào tháng 4 năm 2014, anh tham gia featured bài "Want U" của Junggigo, đây là bản hit số một tại Hàn Quốc và đã bán được hơn một triệu bản. Anh cũng biểu diễn tại Liên hoan Âm nhạc Châu Á 2014 vào ngày 25 tháng 5 ở New York và Liên hoan One Hip Hop tại Đại học Hongik. Beenzino cũng là khách mời trong chuyến lưu diễn hòa nhạc quốc tế của Verbal Jint.
Năm 2016, anh phát hành album thứ ba của mình "12" bao gồm các bản phát hành trước đó là "Dali, Van, Picasso", "We Are Going To" và "Break".
Năm 2020, Beenzino rời Illionaire Records và gia nhập label của rapper E Sens là Beasts and Native Alike vào năm 2021.

## Danh sách đĩa nhạc

### Album
- 24:26

1.Nike Shoes feat. Dynamic Duo
2.Slow it Down (진절머리) feat. Okasian & Dok2
3.Boogie On & On
4.Aqua Man
5.Summer Madness feat. The Quiett
6.I’ll Be Back
7.Profile feat. Dok2 & The Quiett
8.If I Die Tomorrow
- Up All Night

1.Jackson Pollock D*ck
2.How Do I Look?
3.Crazy (미쳤어) feat. Don Mills
4.Up All Night feat. Mayson the Soul
- 12

1.Time Travel
2.At The End Of Saturday (토요일의 끝에서) feat. Black Nut
3.I Don't Mind
4.Flexin!
5.January feat. YDG
6.Being Myself
7.Break
8.Imagine Time feat. Suran
9.Found (젖고있어)
10.Dali, Van, Picasso
- 24:26 (5th Anniversary Remaster Edition)

1.Nike Shoes feat. Dynamic Duo
2.Slow it Down (진절머리) feat. Okasian & Dok2
3.Boogie On & On
4.Aqua Man
5.Summer Madness feat. The Quiett
6.I’ll Be Back
7.Profile feat. Dok2 & The Quiett
8.If I Die Tomorrow

### Singles
| Năm  | Tên bài                      | Nghệ sĩ                         | Album        |
| ---- | ---------------------------- | ------------------------------- | ------------ |
| 2012 | "I'll Be Back"               | Beenzino                        | 24:26        |
| 2012 | "Slow It Down" (진절머리)    | Beenzino (feat. Okasian & Dok2) |              |
| 2012 | "Boogie On & On"             | Beenzino                        |              |
| 2012 | "Aqua Man"                   | Beenzino                        |              |
| 2013 | "Dali, Van, Picasso"         | Beenzino                        | 12           |
| 2014 | "How Do I Look?"             | Beenzino                        | Up All Night |
| 2015 | "So What" (어쩌라고)         | Beenzino                        |              |
| 2015 | "Break"                      | Beenzino                        | 12           |
| 2015 | "We Are Going To"            | Beenzino                        |              |
| 2016 | "Life in Color"              | Beenzino                        |              |
| 2016 | "Saturday" (토요일의 끝에서) | Beenzino (feat. Black Nut)      | 12           |
| 2016 | "January"                    | Beenzino (feat. YDG)            |              |
| 2016 | "Time Travel"                | Beenzino                        |              |
| 2019 | "OKGO"                       | Beenzino (feat. E Sens)         |              |
| 2019 | "Fashion Hoarder"            | Beenzino (eat. Zene the Zilla)  |              |
| 2019 | "Blurry"                     | Beenzino (feat. Dbo)            |              |

### Collaborations
| Năm  | Tên bài                 | Nghệ sĩ                                  | Album                |
| ---- | ----------------------- | ---------------------------------------- | -------------------- |
| 2011 | "Illionaire Way"        | Beenzino with The Quiett & Dok2          |                      |
| 2014 | "U & I"                 | Beenzino with Toy & Crush                | Da Capo              |
| 2014 | "Rockin' With The Best" | Beenzino with The Quiett & Dok2          |                      |
| 2015 | "The Color"             | Beenzino with Yoon Jong-shin             | Monthly Project 2015 |
| 2016 | "No Matter What"        | Beenzino with BoA                        | SM Station Season 1  |
| 2019 | "The Fearless Ones"     | Beenzino with The Quiett, Sik-K, Changmo |                      |

### Featured
| Năm  | Tên bài                                                   | Nghệ sĩ                                                            | Album              |
| ---- | --------------------------------------------------------- | ------------------------------------------------------------------ | ------------------ |
| 2010 | "The Invisible Man" (투명인간)                            | Tiramisu (feat. Beenzino)                                          |                    |
| 2010 | "Tomorrow Sucks" (Bonus Mix)                              | Demicat (feat. Beenzino, Sean2slow)                                | Tomorrow Sucks     |
| 2010 | "Smoke"                                                   | VidaLoca (feat. Beenzino)                                          |                    |
| 2010 | "How Dare You Pour Oil or Something" (기름 같은걸 끼얹나) | Verbal Jint (feat. Beenzino, Deb)                                  | Go Easy 0.5        |
| 2010 | "Fantom"                                                  | Dok2 (feat. Beenzino)                                              |                    |
| 2011 | "Would You Be My"                                         | Paloalto (feat. Beenzino)                                          | Fever For Calmness |
| 2011 | "She's There"                                             | VidaLoca (feat. Beenzino, Zion.T)                                  |                    |
| 2011 | "Handalas" (안달났어)                                     | Leo Kekoa (feat. Beenzino, MC Meta)                                | Missing Soul       |
| 2012 | "Don't Do That" (그쯤에서 해)                             | Dok2 (feat. Beenzino, The Quiett)                                  |                    |
| 2012 | "What I See"                                              | Prepix (feat. Yong Jun-hyung, Beenzino, Esna)                      |                    |
| 2012 | "Get Dough"                                               | The Quiett (feat. Beenzino)                                        | AMBITIQN           |
| 2013 | "Thank You"                                               | D-Unit (feat. Beenzino)                                            |                    |
| 2013 | "Where'd They Go" (Dub Remix)                             | Nuol (feat. Beenzino)                                              | Dub In Nuol Vol.1  |
| 2013 | "So Good"                                                 | Leo Kekoa (feat. Beenzino, Yeeun)                                  |                    |
| 2013 | "A Real Lady"                                             | Swings (feat. Beenzino, Gray, Zion.T)                              |                    |
| 2013 | "Holiday" (홀리데이)                                      | Mayson the Soul (feat. Beenzino)                                   | Jackasoul          |
| 2014 | "Want U" (너를 원해)                                      | Junggigo (feat. Beenzino)                                          |                    |
| 2014 | "Ice Ice Baby" (얼음땡)                                   | Parc Jae-jung (feat. Beenzino)                                     | STEP 1             |
| 2014 | "On Your Body" (너의 몸에 벤)                             | Ven (feat. Beenzino)                                               | THE VGINS          |
| 2014 | "Born Hater"                                              | Epik High (feat. Beenzino, Verbal Jint, B.I, Mino, Bobby)          | Shoebox            |
| 2015 | "Cheers"                                                  | Gaeko, Yankie (feat. Beenzino, Babylon)                            |                    |
| 2015 | "Get"                                                     | Urban Zakapa (feat. Beenzino)                                      | UZ                 |
| 2015 | "Mannequin" (마네퀸)                                      | Primary (feat. Beenzino, Suran)                                    | 2                  |
| 2015 | "Mayo" (마요)                                             | Shin Seung-hun (feat. Beenzino)                                    | I Am...& I Am      |
| 2015 | "Calling in Love"                                         | Suran (feat. Beenzino)                                             |                    |
| 2016 | "Surprise" (서프라이즈)                                   | Bumkey (feat. Beenzino)                                            | U-Turn             |
| 2016 | "Paldangdam" (팔당댐)                                     | Eddy Kim (feat. Beenzino)                                          |                    |
| 2016 | "Thursday Night" (목요일 밤)                              | Urban Zakapa (feat. Beenzino)                                      |                    |
| 2016 | "Work Spirit" (작업혼)                                    | YDG (feat. Beenzino)                                               |                    |
| 2017 | "Five More Minutes" (5분만 더)                            | Sanchez (feat. Beenzino)                                           | Colour             |
| 2017 | "Ambition and Vision"                                     | Dok2 (feat. Beenzino, Changmo, Kim Hyo-eun, Hash Swan, The Quiett) | Reborn             |
| 2017 | "You" (너야)                                              | Seulong (feat. Beenzino)                                           |                    |
| 2017 | "Traffic Light" (신호등)                                  | Jero (feat. Beenzino)                                              |                    |
| 2017 | "Outside"                                                 | Crush (feat. Beenzino)                                             |                    |
| 2017 | "Dope"                                                    | DG (feat. Beenzino)                                                |                    |
| 2017 | "Tropical Night"                                          | Microdot (feat. Beenzino)                                          | Prophet            |
| 2019 | "Seoul Night" (서울 밤)                                   | Urban Zakapa (feat. Beenzino)                                      |                    |
| 2019 | "Clear Vision"                                            | Zene the Zilla (feat. Beenzino)                                    | Yamangkkun         |
| 2019 | "Flip"                                                    | Peniel (feat. Beenzino)                                            |                    |
| 2019 | "Stay Up"                                                 | Baekhyun (feat. Beenzino)                                          | City Lights        |
| 2021 | "Hula Hoops"                                              | DPR Live (feat. Beenzino, Hwasa)                                   | IITE COOL [EP]     |
| 2021 | "Counting Stars"                                          | Be'o (feat. Beenzino)                                              |                    |

## Chương trình tham gia
TV show
| Năm  | Tên show                | Ghi chú                |
| ---- | ----------------------- | ---------------------- |
| 2007 | Live Talk Show Taxi     | Khách mời (Ep. 439)    |
| 2015 | 4 Things Show: Season 2 | Khách mời (Ep.2)       |
| 2016 | Suspicious Vacation     | Host chính (Ep. 15-16) |
| 2020 | On and Off              | Khách mời (Ep.19-20)   |

## Giải thưởng và đề cử
| Năm  | Giải thưởng           | Hạng mục                  | Nghệ sĩ/Tác phẩm     | Kết quả   |
| ---- | --------------------- | ------------------------- | -------------------- | --------- |
| 2010 | HiphopPlaya Awards    | Featuring of the Year     | Beenzino             | Đoạt giải |
| 2011 | HiphopPlaya Awards    | Featuring of the Year     | Beenzino             | Đoạt giải |
| 2012 | HiphopPlaya Awards    | Best Lyrics/Verses        | "Profile"            | Đoạt giải |
| 2013 | HiphopPlaya Awards    | Single of the Year        | "Dali, Van, Picasso" | Đoạt giải |
| 2017 | Korean Hip-hop Awards | Artist of the Year        | Beenzino             | Đề cử     |
| 2017 | Korean Hip-hop Awards | Hip Hop Album of the Year | 12                   | Đề cử     |
| 2017 | Korean Hip-hop Awards | Hip Hop Track of the Year | "Flexin"             | Đề cử     |